# Райт, Кевин
Кевин Эдриан Райт (англ. Kevin Adrian Wright; род. 28 декабря 1995, Уолем-Грин, Большой Лондон) — сьерра-леонский футболист, защитник национальной сборной Сьерра-Леоне.

## Клубная карьера
Является воспитанником лондонского «Челси», в который он попал в 11-летнем возрасте. Осенью 2013 года в составе молодёжной команды клуба принимал участие в первом розыгрыше Юношеской лиги УЕФА. 30 июня 2016 в связи с истечением контракта покинул клуб. В декабре после нескольких недель тренировок с командой, присоединился к «Карлайл Юнайтед» по краткосрочному контракту до конца года. 26 декабря сыграл первую игру за новый клуб в очередном туре второй английской лиги с «Кру Александра». 19 января 2017 года клуб объявил о том, что футболист покидает клуб.
27 января 2017 года перешёл в норвежский «Фредрикстад». В его составе провёл всего пять игр в первом дивизионе. В августе того же года был отдан в аренду в шведский «Дегерфорс», выступающий в Суперэттане. За время аренды принял участие в 8 матчах за клуб. 14 декабря заключил с «Дегерфорсом» полноценный контракт, рассчитанный на два года.
В марте 2019 года стал игроком «Эребру», подписав соглашение до конца 2021 года. 31 марта в матче первого тура с «Фалькенбергом» дебютировал в чемпионате Швеции. За три сезона, проведённых в команде, Райт сыграл в 76 матчах, в которых забил один мяч.
2 марта 2022 года подписал трёхлетний контракт с «Сириусом». Первую игру за клуб провёл 6 марта 2022 года в рамках группового этапа кубка страны с «Кальмаром», заменив на 72-й минуте Адама Хелльборга. 19 июля 2022 года покинул «Сириус» после взаимной активации опции расторжения контракта.
В августе 2022 года подписал контракт с клубом второго греческого дивизиона «Аполлон Смирнис».
18 января 2023 года подписал контракт с американским клубом «Окленд Рутс» из Чемпионшипа ЮСЛ. Дебютировал за «Окленд Рутс» 1 апреля 2023 года в матче против «Нью-Мексико Юнайтед», выйдя на замену в компенсированное время второго тайма вместо Мемо Диаса. По окончании сезона 2023 покинул «Окленд Рутс» в связи с истечением контракта.

## Карьера в сборной
В октябре 2020 года дебютировал в национальной сборной Сьерра-Леоне в товарищеской игре с Мавританией, выйдя на поле в стартовом составе и в середине второго тайма получив жёлтую карточку. В декабре попал в окончательную заявку сборной на Кубок африканских наций в Камеруне. На турнире принял участие во всех трёх матчах группового этапа: c Алжиром (0:0), Кот-д’Ивуаром (2:2) и Экваториальной Гвинеей (0:1).

## Клубная статистика
| Выступление      | Выступление      | Выступление      | Лига | Лига | Кубки | Кубки | Конт. кубки | Конт. кубки | Итого | Итого |
| Клуб             | Лига             | Сезон            | Игры | Голы | Игры  | Голы  | Игры        | Голы        | Игры  | Голы  |
| ---------------- | ---------------- | ---------------- | ---- | ---- | ----- | ----- | ----------- | ----------- | ----- | ----- |
| Карлайл Юнайтед  | Лига 2           | 2016/17          | 2    | 0    | 1     | 0     | 0           | 0           | 3     | 0     |
| Карлайл Юнайтед  | Итого            | Итого            | 2    | 0    | 1     | 0     | 0           | 0           | 3     | 0     |
| Фредрикстад      | ОБОС-Лига        | 2017             | 5    | 0    | 0     | 0     | 0           | 0           | 5     | 0     |
| Фредрикстад      | Итого            | Итого            | 5    | 0    | 0     | 0     | 0           | 0           | 5     | 0     |
| ГАИС             | Суперэттан       | 2017             | 8    | 0    | 1     | 0     | 0           | 0           | 9     | 0     |
| ГАИС             | Суперэттан       | 2018             | 30   | 5    | 3     | 0     | 0           | 0           | 33    | 5     |
| ГАИС             | Суперэттан       | 2019             | 0    | 0    | 3     | 0     | 0           | 0           | 3     | 0     |
| ГАИС             | Итого            | Итого            | 38   | 5    | 7     | 0     | 0           | 0           | 45    | 5     |
| Эребру           | Алльсвенскан     | 2019             | 26   | 1    | 1     | 0     | 0           | 0           | 27    | 1     |
| Эребру           | Алльсвенскан     | 2020             | 27   | 0    | 4     | 0     | 0           | 0           | 31    | 0     |
| Эребру           | Алльсвенскан     | 2021             | 15   | 0    | 3     | 0     | 0           | 0           | 18    | 0     |
| Эребру           | Итого            | Итого            | 68   | 1    | 8     | 0     | 0           | 0           | 76    | 1     |
| Сириус           | Алльсвенскан     | 2022             | 8    | 0    | 1     | 0     | 0           | 0           | 9     | 0     |
| Сириус           | Итого            | Итого            | 8    | 0    | 1     | 0     | 0           | 0           | 9     | 0     |
| Аполлон Смирнис  | Суперлига 2      | 2022/23          | 2    | 0    | 0     | 0     | 0           | 0           | 2     | 0     |
| Аполлон Смирнис  | Итого            | Итого            | 2    | 0    | 0     | 0     | 0           | 0           | 2     | 0     |
| Окленд Рутс      | Чемпионшип ЮСЛ   | 2023             | 9    | 0    | 2     | 0     | 0           | 0           | 11    | 0     |
| Окленд Рутс      | Итого            | Итого            | 9    | 0    | 2     | 0     | 0           | 0           | 11    | 0     |
| Всего за карьеру | Всего за карьеру | Всего за карьеру | 132  | 6    | 19    | 0     | 0           | 0           | 151   | 6     |

## Статистика в сборной
| Матчи и голы Кевина Райта за национальную сборную Сьерра-Леоне | Матчи и голы Кевина Райта за национальную сборную Сьерра-Леоне | Матчи и голы Кевина Райта за национальную сборную Сьерра-Леоне | Матчи и голы Кевина Райта за национальную сборную Сьерра-Леоне | Матчи и голы Кевина Райта за национальную сборную Сьерра-Леоне | Матчи и голы Кевина Райта за национальную сборную Сьерра-Леоне |
| №                                                              | Дата                                                           | Оппонент                                                       | Счёт                                                           | Голы                                                           | Соревнование                                                   |
| -------------------------------------------------------------- | -------------------------------------------------------------- | -------------------------------------------------------------- | -------------------------------------------------------------- | -------------------------------------------------------------- | -------------------------------------------------------------- |
| 1                                                              | 9 октября 2020                                                 | Мавритания                                                     | 1:2                                                            | 0                                                              | Товарищеский матч                                              |
| 2                                                              | 13 ноября 2020                                                 | Нигерия                                                        | 4:4                                                            | 0                                                              | Отборочные матчи КАН-2021                                      |
| 3                                                              | 17 ноября 2020                                                 | Нигерия                                                        | 0:0                                                            | 0                                                              | Отборочные матчи КАН-2021                                      |
| 4                                                              | 11 января 2022                                                 | Алжир                                                          | 0:0                                                            | 0                                                              | Кубок африканских наций 2021                                   |
| 5                                                              | 16 января 2022                                                 | Кот-д’Ивуар                                                    | 2:2                                                            | 0                                                              | Кубок африканских наций 2021                                   |
| 6                                                              | 20 января 2022                                                 | Экваториальная Гвинея                                          | 0:1                                                            | 0                                                              | Кубок африканских наций 2021                                   |

Итого:6 матчей и 0 голов; 0 побед, 4 ничьих, 2 поражения.